# Wolf Breidenbach

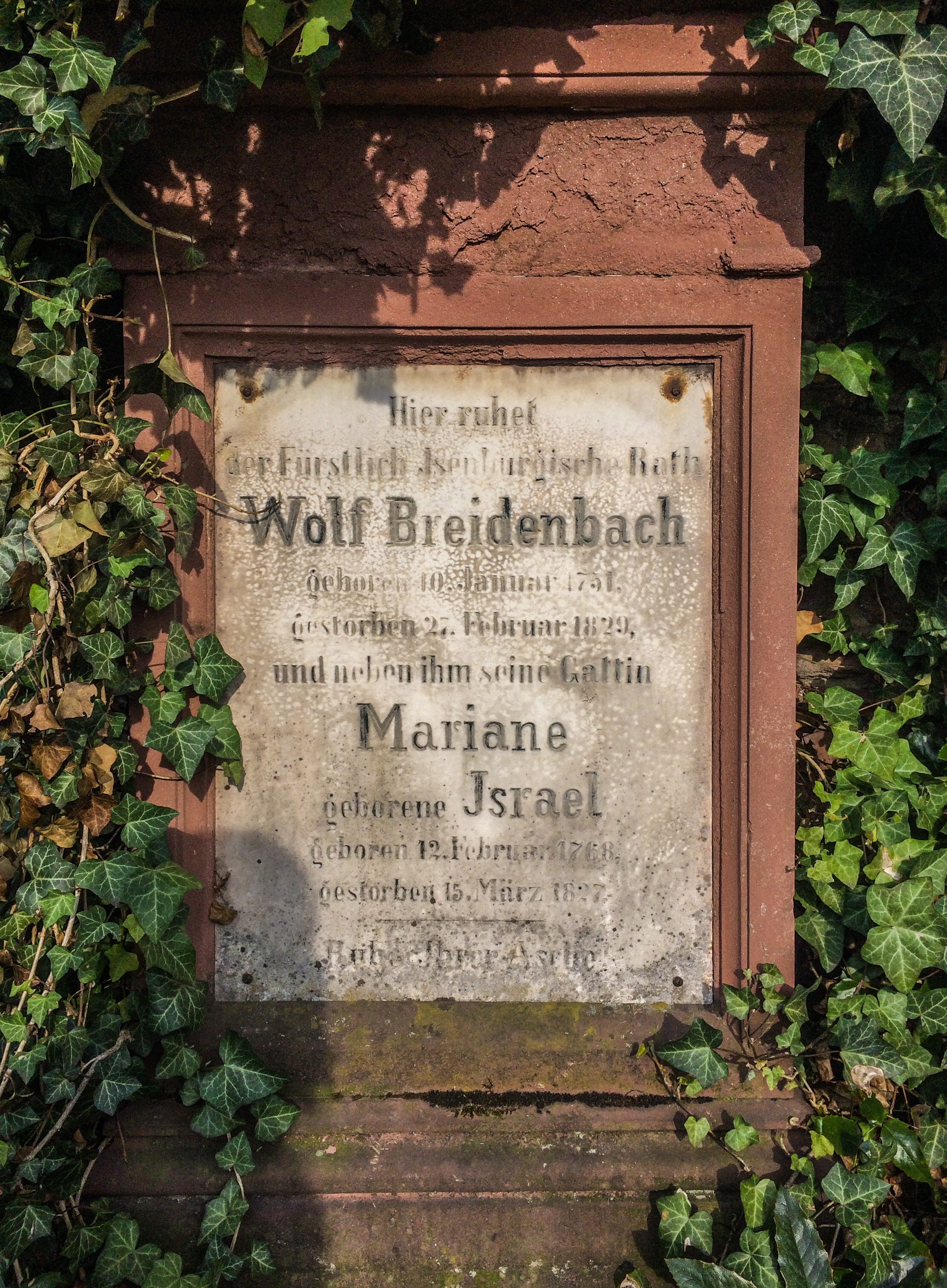
Grabmal Breidenbachs

Wolf Breidenbach (* August 1750 in Breitenbach; † 27. Februar 1829 in Offenbach am Main) war ein deutscher Bankier und Hoffaktor. Er gilt als Urheber der Ablösung des Leibzolles.

## Leben und Wirken
Breidenbach, als Kind armer Eltern geboren, wurde als Junge nach Frankfurt am Main zum Talmudstudium geschickt. Durch seine herausragenden analytischen Fähigkeiten wurde er mit den Isenburger Grafen bekannt und diese machten ihn zum Hoffaktor. Durch seine Geschäfte, vor allem den Juwelenhandel, wurde Breidenbach auch mit dem hessischen Landgrafen bekannt, der ihn, nach dem Reichsdeputationshauptschluss zum Kurfürsten geworden, zu seinem Hoffinanzier machte.
Auf seine Anregung hin schaffte Carl Ludwig Moritz 1803 in Isenburg den Leibzoll, eine von Juden zu ihrem persönlichen Schutz und damit für ihre körperliche Unversehrtheit zu entrichtende Abgabe, ab. 1804 sammelte er unter Juden Geld, um auf dem Regensburger Reichstag im selben Jahr für eine Aufhebung zu wirken und erreichte in den folgenden Jahren, dass der Judenzoll in weiteren deutschen Ländern abgeschafft wurde. Der letzte deutsche Leibzoll wurde am 28. September 1813 in Sachsen beseitigt. Daher wurde Breidenbach als „Fürsprecher seiner Glaubensbrüder“ bezeichnet.
Breidenbachs Grab befindet sich auf dem Alten Friedhof in Offenbach am Main.

## Familie
Wolf Breidenbach war drei Mal verheiratet und überlebte alle Ehefrauen. Seine erste Frau war die Tochter des Kaufmanns Samuel Abrahams aus Offenbach. Anschließend heiratete er Tölzele (Delzche) Israel (1768–1793) und zuletzt im Jahr 1794 Merle (Marianne) Jeanette Frankfert (1768–1829), eine Tochter des Offenbacher Kaufmanns Israel Frankfert. Er hatte zwei Kinder aus erster und vier Kinder aus dritter Ehe, darunter:
- Moritz Wilhelm August (1796–1857) ⚭ 1821 Recha Josephine (später Josephine Julie) Neustetel
- Eduard Julius Wilhelm (1809–1882), hessischer Geheimer Rat und Gesandter, ab 1870 Freiherr[4]

⚭ 16. April 1836 Charlotte Arabette Ogle (* 12. August 1808; † 22. Juli 1840)
⚭ 6. April 1843 Freiin Ulrike Charlotte Antonie Bertha von Günderrode (* 24. Februar 1814; † 24. Mai 1854)
⚭ 31. Mai 1858 Julie Mathilde Katharine Henriette von Eisenbecher
⚭ 12. Mai 1866 Emilie von Eisenbecher (Schwester der vorherigen)